# Bandabou
Bandabou, Band’abou – jeden z trzech dystryktów (district) kraju autonomicznego Curaçao, należącego do Holandii, w Ameryce Południowej. Leży w północnej części wyspy. 23 marca 2011 r. liczył 24 056 mieszkańców. 
W dystrykcie znajduje się najwyższe wzniesienie wyspy Christoffelberg.

## Podział administracyjny
W skład dystryktu wchodzi 16 miejscowości (plaats):
1. Barber
2. Boca Samí
3. Christoffel
4. Flip
5. Hato
6. Lagún
7. Leliënberg
8. Meiberg
9. Pannekoek
10. Sint Willibrordus
11. Soto
12. Souax
13. Tera Corá
14. Tera Pretu
15. Wacao
16. Westpunt